# Atletism la Universiada de vară din 1981
Probele sportive de atletism la Universiada de vară din 1981 s-au desfășurat în perioada 21-26 iulie 1981 la București, România, pe Stadionul 23 August.

## Rezultate
RM - record mondial; RC - record al competiției; RN - record național; PB - cea mai bună performanță a carierei

### Masculin
| Probă sportivă               | Aur | Aur        | Argint                                                                                                | Argint   | Bronz                                                                                                  | Bronz    |
| 100 m detalii                | Mel Lattany (USA) | 10,18      | Calvin Smith (USA)                                                                                    | 10,26    | Ernest Obeng (GHA)                                                                                     | 10,37    |
| 200 m detalii                | Iuri Naumenko (URS) | 20,79      | István Nagy (HUN)                                                                                     | 20,83    | Georges Kablan Degnan (CIV)                                                                            | 20,97    |
| 400 m detalii                | Cliff Wiley (USA) | 45,18      | Walter McCoy (USA)                                                                                    | 45,33    | Gerson de Souza (BRA)                                                                                  | 45,91    |
| 800 m detalii                | Andreas Hauck (GDR) | 1:50,12    | Sotirios Moutsanas (GRE)                                                                              | 1:50,20  | Pavel Troșcilo (URS)                                                                                   | 1:50,26  |
| 1500 m detalii               | Saïd Aouita (MAR) | 3:38,43 RC | Vinko Pokrajčić (YUG)                                                                                 | 3:39,83  | Amar Brahmia (ALG)                                                                                     | 3:39,85  |
| 5000 m detalii               | Doug Padilla (USA) | 13:49,95   | Jozef Lenčéš (TCH)                                                                                    | 13:50,34 | Frank Zimmermann (FRG)                                                                                 | 13:50,84 |
| 10 000 m † detalii           | Toomas Turb (URS) | 29:42,83   | György Markó (ROM)                                                                                    | 29:51,13 | Dave Murphy (GBR)                                                                                      | 29:51,27 |
| Maraton detalii              | Ivan Kovalciuk (URS)                                                                                                   | 2:22:14 RC | Herbert Wills (USA)                                                                                   | 2:23:22  | Gheorghe Buruiană (ROM)                                                                                | 2:24:45  |
| 100 m garduri detalii        | Larry Cowling (USA) | 13,65      | Pal Palffy (ROM)                                                                                      | 13,73    | Gheorghi Șabanov (URS)                                                                                 | 13,82    |
| 400 m garduri detalii        | David Lee (USA) | 49,05      | Dmitri Șkarupin (URS)                                                                                 | 49,52    | Antônio Dias Ferreira (BRA)                                                                            | 50,04    |
| 3000 m obstacole detalii     | John Gregorek (USA) | 8:21,26 RC | Tommy Ekblom (FIN)                                                                                    | 8:21,93  | Mariano Scartezzini (ITA)                                                                              | 8:28,03  |
| Ștafetă 4×100 m detalii      | Statele Unite (USA) · Mel Lattany · Anthony Ketchum · Jason Grimes · Calvin Smith                                      | 38,70      | Uniunea Sovietică (URS) · Andrei Șleapnikov · Nikolai Sidorov · Aleksandr Aksinin · Vladimir Muraviov | 38,94    | Franța (FRA) · Philippe Le Joncour · Stéphane Adam · Gabriel Brothier · Aldo Canti                     | 39,50    |
| Ștafetă 4×400 m detalii      | Uniunea Sovietică (URS) · Aleksandr Zolotariev · Vitali Fedotov · Viktor Burakov · Viktor Markin · Aleksandr Kurocikin | 3:02,75    | Statele Unite (USA) · David Lee · Anthony Ketchum · David Patrick · Walter McCoy                      | 3:03,01  | Brazilia (BRA) · Katsuhiko Nakaya · Paulo Roberto Correia · Gérson de Souza · António Euzebio Ferreira | 3:06,79  |
| 20 km marș detalii           | Maurizio Damilano (ITA)                                                                                                | 1:26:47 RC | Carlo Mattioli (ITA)                                                                                  | 1:28:10  | Liodor Pescaru (ROM)                                                                                   | 1:28:56  |
| Săritura în înălțime detalii | Leo Williams (USA) | 2,25 m     | Zhu Jianhua (CHN)                                                                                     | 2,25 m   | Gerd Nagel (FRG)                                                                                       | 2,25 m   |
| Săritura cu prăjina detalii  | Konstantin Volkov (URS)                                                                                                | 5,75 m RC  | Vladimir Poleakov (URS)                                                                               | 5,70 m   | Philippe Houvion (FRA)                                                                                 | 5,65 m   |
| Săritura în lungime detalii  | László Szalma (HUN) | 8,23 m     | Liu Yuhuang (CHN)                                                                                     | 8,11 m   | Ubaldo Duany (CUB)                                                                                     | 8,10 m   |
| Triuplusalt detalii          | Zou Zhenxian (CHN) | 17,32 m RC | Béla Bakosi (HUN)                                                                                     | 16,97 m  | Keith Connor (GBR)                                                                                     | 16,88 m  |
| Aruncarea greutății detalii  | Mike Carter (USA) | 20,19 m    | Detlef Mortag (GDR)                                                                                   | 19,35 m  | Dalibor Vašíček (TCH)                                                                                  | 19,20 m  |
| Aruncarea discului detalii   | Armin Lemme (GDR) | 65,90 m RC | Wolfgang Warnemünde (GDR)                                                                             | 63,54 m  | Ion Zamfirache (ROM)                                                                                   | 63,40 m  |
| Aruncarea ciocanului detalii | Klaus Ploghaus (FRG)                                                                                                   | 77,74 m RC | Jüri Tamm (URS)                                                                                       | 76,54 m  | Igor Nikulin (URS)                                                                                     | 75,24 m  |
| Aruncarea suliței detalii    | Dainis Kūla (URS) | 89,52 m RC | Gerald Weiß (GDR)                                                                                     | 87,80 m  | Heino Puuste (URS)                                                                                     | 87,22 m  |
| Decatlon detalii             | Aleksandr Șablenko (URS)                                                                                               | 8055 pct   | Serghei Jelanov (URS)                                                                                 | 8013 pct | Georg Werthner (AUT)                                                                                   | 7825 pct |

- † = Din greșeală cursa de 10 000 m a avut loc cu o tură în plus.

### Feminin
| Probă sportivă               | Aur                                                                                            | Aur        | Argint                                                                                   | Argint   | Bronz                                                                                    | Bronz    |
| 100 m detalii                | Bev Goddard (GBR)                                                                              | 11,35      | Olga Zolotariova (URS)                                                                   | 11,51    | Olga Nasonova (URS)                                                                      | 11,54    |
| 200 m detalii                | Kathy Smallwood (GBR)                                                                          | 22,78      | Marisa Masullo (ITA)                                                                     | 23,36    | Irina Nazarova (URS)                                                                     | 23,45    |
| 400 m detalii                | Irina Baskakova (URS)                                                                          | 51,45      | Nadejda Lialina (URS)                                                                    | 51,56    | Sophie Malbranque (FRA)                                                                  | 52,52    |
| 800 m detalii                | Doina Melinte (ROM)                                                                            | 1:57,81    | Gabriella Dorio (ITA)                                                                    | 1:58,99  | Tudorița Morutan (ROM)                                                                   | 1:59,30  |
| 1500 m detalii               | Gabriella Dorio (ITA)                                                                          | 4:05,35 RC | Doina Melinte (ROM)                                                                      | 4:05,74  | Olga Dvirna (URS)                                                                        | 4:06,39  |
| 3000 m detalii               | Breda Pergar (YUG)                                                                             | 8:53,78 RC | Valentina Ilinâh (URS)                                                                   | 8:54,23  | Maria Radu (ROM)                                                                         | 8:58,58  |
| 100 m garduri detalii        | Stephanie Hightower (USA)                                                                      | 13,03      | Maria Kemenceji (URS)                                                                    | 13,13    | Elżbieta Rabsztyn (POL)                                                                  | 13,31    |
| 400 m garduri detalii        | Anna Kastietskaia (URS)                                                                        | 55,52 RC   | Birgit Sonntag (GDR)                                                                     | 55,90    | Tatiana Zubova (URS)                                                                     | 57,07    |
| Ștafetă 4×100 m detalii      | Statele Unite (USA) · Michelle Glover · Carol Lewis · Jackie Washington · Benita Fitzgerald    | 43,66      | Marea Britanie (GBR) · Yvette Wray · Kathy Smallwood · Sue Hearnshaw · Beverley Goddard  | 43,86    | Italia (ITA) · Antonella Capriotti · Carla Mercurio · Patrizia Lombardo · Marisa Masullo | 44,43    |
| Ștafetă 4×400 m detalii      | Uniunea Sovietică (URS) · Ana Ambrazienė · Irina Baskakova · Natalia Alioșina · Irina Nazarova | 3:26,65    | Statele Unite (USA) · Kelia Bolton · Leann Warren · Robin Campbell · Delisa Walton-Floyd | 3:29,50  | România (ROM) · Steluța Vintilă · Stela Manea · Ibolya Korodi · Elena Tărîță             | 3:30,47  |
| Săritura în înălțime detalii | Sara Simeoni (ITA)                                                                             | 1,96 m RC  | Liudmila Andonova (BUL)                                                                  | 1,94 m   | Tamara Bâkova (URS)                                                                      | 1,94 m   |
| Săritura în lungime detalii  | Tatiana Kolpakova (URS)                                                                        | 6,83 m     | Anișoara Cușmir (ROM)                                                                    | 6,77 m   | Vali Ionescu (ROM)                                                                       | 6,61 m   |
| Aruncarea greutății detalii  | Helma Knorscheidt (GDR)                                                                        | 20,24 m    | Ines Müller (GDR)                                                                        | 19,66 m  | Liudmila Savina (URS)                                                                    | 18,50 m  |
| Aruncarea discului detalii   | Florența Crăciunescu (ROM)                                                                     | 67,48 m RC | Petra Sziegaud (GDR)                                                                     | 64,14 m  | Mariana Ionescu (ROM)                                                                    | 61,84 m  |
| Aruncarea suliței detalii    | Petra Felke (GDR)                                                                              | 65,20 m    | Karin Smith (USA)                                                                        | 64,12 m  | Mayra Vila (CUB)                                                                         | 63,88 m  |
| Heptatlon detalii            | Małgorzata Guzowska (POL)                                                                      | 6198 pct   | Nadejda Vinogradova (URS)                                                                | 6133 pct | Corina Țifrea (ROM)                                                                      | 6033 pct |

## Clasament pe medalii
| Loc   | Țară                        | Aur | Argint | Bronz | Total |
| ----- | --------------------------- | --- | ------ | ----- | ----- |
| 1     | Uniunea Sovietică           | 11  | 10     | 11    | 32    |
| 2     | Statele Unite ale Americii  | 11  | 6      | 0     | 17    |
| 3     | Republica Democrată Germană | 4   | 5      | 0     | 9     |
| 4     | Italia                      | 3   | 3      | 2     | 8     |
| 5     | România                     | 2   | 4      | 9     | 15    |
| 6     | Regatul Unit                | 2   | 1      | 2     | 5     |
| 7     | China                       | 1   | 2      | 0     | 3     |
| 7     | Ungaria                     | 1   | 2      | 0     | 3     |
| 7     | Iugoslavia                  | 1   | 2      | 0     | 3     |
| 10    | RFG                         | 1   | 0      | 2     | 3     |
| 11    | Polonia                     | 1   | 0      | 1     | 2     |
| 12    | Maroc                       | 1   | 0      | 0     | 1     |
| 13    | Bulgaria                    | 0   | 1      | 0     | 1     |
| 13    | Cehoslovacia                | 0   | 1      | 0     | 1     |
| 13    | Finlanda                    | 0   | 1      | 0     | 1     |
| 13    | Grecia                      | 0   | 1      | 0     | 1     |
| 17    | Brazilia                    | 0   | 0      | 3     | 3     |
| 17    | Franța                      | 0   | 0      | 3     | 3     |
| 19    | Cuba                        | 0   | 0      | 2     | 2     |
| 20    | Algeria                     | 0   | 0      | 1     | 1     |
| 20    | Austria                     | 0   | 0      | 1     | 1     |
| 20    | Coasta de Fildeș            | 0   | 0      | 1     | 1     |
| 20    | Ghana                       | 0   | 0      | 1     | 1     |
| Total | Total                       | 39  | 39     | 39    | 117   |